# Seaside (California)
Seaside, (antes conocida como East Monterey) fundada en 1954, es una ciudad ubicada en el condado de Monterrey en el estado estadounidense de California. En el año 2008 tenía una población de 33,797 habitantes y una densidad poblacional de 1,475.85 personas por km².

## Geografía
Seaside se encuentra ubicada en las coordenadas 36°36′40″N 121°50′41″O / 36.61111, -121.84472. Según la Oficina del Censo, la ciudad tiene un área total de 23,2 km² (9 mi²), de la cual 22,9 km² (8,8 mi²) es tierra y 0,3 km² (0,1 mi²) (1.45%) es agua.

## Demografía
Según la Oficina del Censo en 2000 los ingresos medios por hogar en la localidad eran de $41,393, y los ingresos medios por familia eran $43,259. Los hombres tenían unos ingresos medios de $29,204 frente a los $26,424 para las mujeres. La renta per cápita para la localidad era de $15,183. Alrededor del 12.1% de la población estaban por debajo del umbral de pobreza.